# Polizeipräsidium Südosthessen

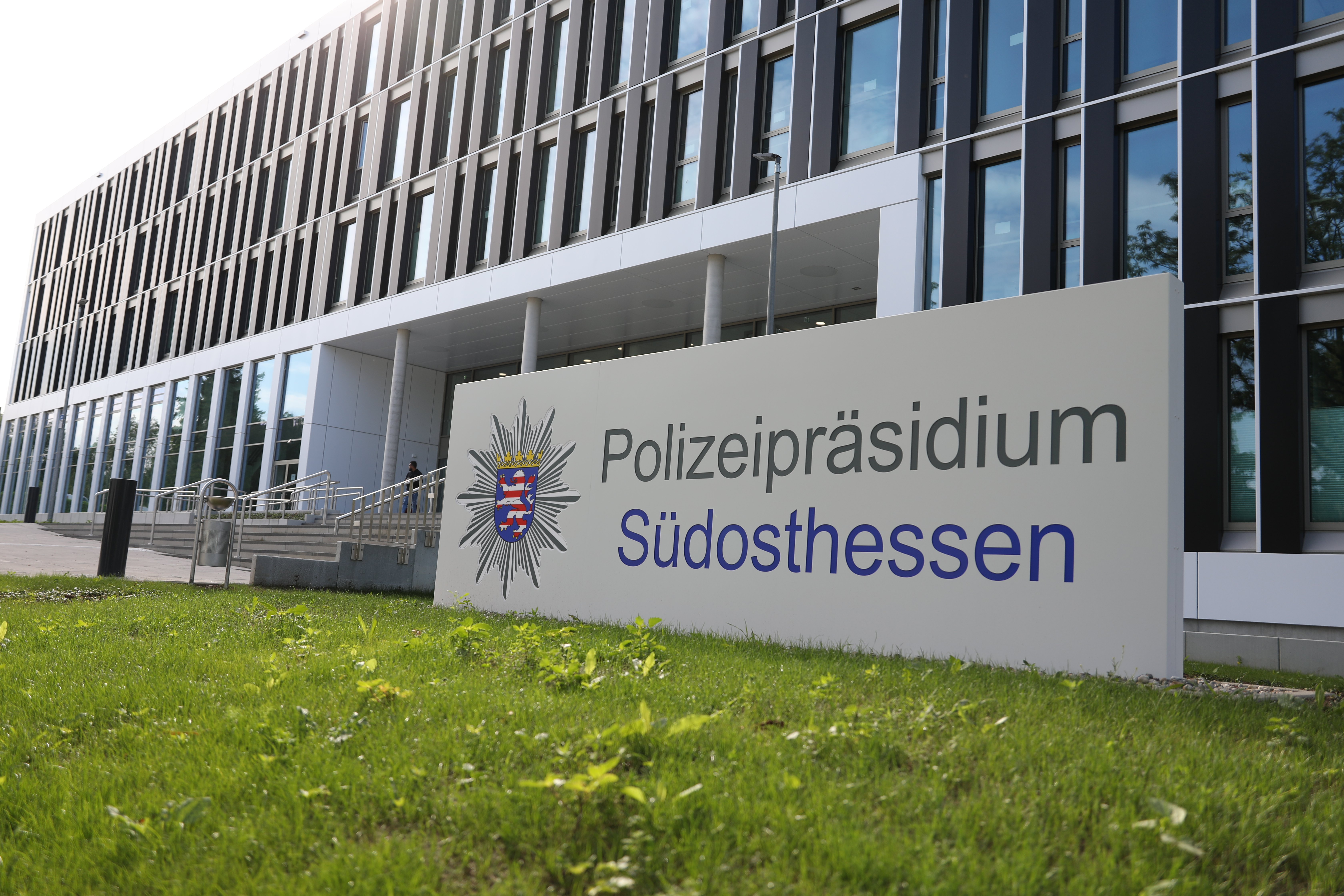
Das Polizeipräsidium Südosthessen seit 2021

Das Polizeipräsidium Südosthessen ist eines von sieben Flächenpräsidien der hessischen Polizei und hat seinen Sitz in Offenbach am Main. Es ist zuständig für die Stadt und den Landkreis Offenbach sowie den Main-Kinzig-Kreis.

## Aufbau
Polizeipräsident ist seit dem 1. September 2023 Daniel Muth. Das Polizeipräsidium Südosthessen besteht aus den Abteilungen Verwaltung, Zentrale Dienste und Einsatz. Der Abteilung Einsatz untergeordnet sind die Kriminaldirektion (bestehend aus der Kriminalpolizei in Offenbach, Hanau und Gelnhausen), die Polizeidirektionen Offenbach und Main-Kinzig sowie die Direktion Verkehrssicherheit und Sonderdienste.

## Neues Polizeipräsidium
Am 7. Dezember 2017 wurden Verträge unter anderem von Finanzminister Thomas Schäfer, Staatssekretär Werner Koch und Polizeipräsident Roland Ullmann für ein neues Gebäude für das Polizeipräsidium Südosthessen in Offenbach am Main unterzeichnet. Im August 2021 wurde das neue Präsidium bezogen.

## Präsidenten
- Kurt Löwer (1971–1993)
- Rainer Buchert (1993–1999)
- Günter Hefner (1999–2003 und 2010)
- Heinrich Bernhard (2003–2010)
- Roland Ullmann (2010–2020)
- Eberhard Möller (2020–2023)[3]
- Daniel Muth (ab 1. September 2023)[1]